# Stopnie funkcyjne ochotniczej straży pożarnej
Na każdym szczeblu działalności Związku Ochotniczych Straży Pożarnych Rzeczypospolitej Polskiej występują stopnie funkcyjne odpowiednie do zajmowanego stanowiska.

## Dystynkcje
- członków OSP,
- Zarządu OSP,
- Komisji Rewizyjnej OSP;
- zarządów oddziałów ZOSP RP szczebla gminnego (równorzędnego), powiatowego, wojewódzkiego oraz głównego; komisji rewizyjnych oddziałów ZOSP RP szczebla gminnego (równorzędnego), powiatowego, wojewódzkiego oraz głównego; sądów honorowych oddziałów wojewódzkich ZOSP RP i Głównego Sądu Honorowego ZOSP RP

### Ochotnicza straż pożarna
Członkowie OSP
| dystynkcja    |                          |                 |              |                         |                |
| nazwa stopnia | strażak                  | starszy strażak | dowódca roty | pomocnik dowódcy sekcji | dowódca sekcji |
| dystynkcja    |                          |                 |              |                         |                |
| nazwa stopnia | pomocnik dowódcy plutonu | dowódca plutonu |              |                         |                |

Zarząd OSP
| dystynkcja    |                                                        |                     |                       |        |
| nazwa stopnia | członek zarządu tj. skarbnik, sekretarz,kronikarz itp. | zastępca naczelnika | wiceprezes, naczelnik | prezes |

Komisja Rewizyjna OSP
| dystynkcja    |                            |                                   |
| nazwa stopnia | członek komisji rewizyjnej | przewodniczący komisji rewizyjnej |

### Oddział Gminny ZOSP RP (Oddział Gminny ZOSP RP, Oddział Miejsko-Gminny ZOSP RP)
Zarząd Oddziału Gminnego ZOSP RP
| dystynkcja    |                 |                           |                                      |        |
| nazwa stopnia | członek zarządu | członek prezydium zarządu | wiceprezes zarządu, komendant gminny | prezes |

Komisja Rewizyjna Oddziału Gminnego ZOSP RP
| dystynkcja    |                            |                                   |
| nazwa stopnia | członek komisji rewizyjnej | przewodniczący komisji rewizyjnej |

Pozostałe funkcje Oddziału Gminnego ZOSP RP
| dystynkcja    |                |
| nazwa stopnia | kapelan gminny |

### Oddział Powiatowy ZOSP RP (Oddział Powiatowy ZOSP RP - powiat ziemski, Oddział Miejski ZOSP RP)
Zarząd Oddziału Powiatowego ZOSP RP
| dystynkcja    |                 |                           |                    |                |
| nazwa stopnia | członek zarządu | członek prezydium zarządu | wiceprezes zarządu | prezes zarządu |

Komisja Rewizyjna Oddziału Powiatowego ZOSP RP
| dystynkcja    |                            |                                       |                                   |
| nazwa stopnia | członek komisji rewizyjnej | wiceprzewodniczący komisji rewizyjnej | przewodniczący komisji rewizyjnej |

Pozostałe funkcje Oddziału Powiatowego ZOSP RP
| dystynkcja    |                   |
| nazwa stopnia | kapelan powiatowy |

### Oddział Wojewódzki ZOSP RP
Zarząd Oddział Wojewódzki ZOSP RP
| dystynkcja    |                 |                           |                    |                |
| nazwa stopnia | członek zarządu | członek prezydium zarządu | wiceprezes zarządu | prezes zarządu |

Komisja Rewizyjna Oddziału Wojewódzkiego ZOSP RP
| dystynkcja    |                            |                                       |                                   |
| nazwa stopnia | członek komisji rewizyjnej | wiceprzewodniczący komisji rewizyjnej | przewodniczący komisji rewizyjnej |

Sąd Honorowy Oddziału Wojewódzkiego ZOSP RP
| dystynkcja    |                         |                                    |                                |
| nazwa stopnia | członek sądu honorowego | wiceprzewodniczący sądu honorowego | przewodniczący sądu honorowego |

Pozostałe funkcje Oddziału Wojewódzkiego ZOSP RP
| dystynkcja    |                    |
| nazwa stopnia | kapelan wojewódzki |

### Władze ZOSP RP
Zarząd Główny ZOSP RP
| dystynkcja    |                 |                           |                    |                |
| nazwa stopnia | członek zarządu | członek prezydium zarządu | wiceprezes zarządu | prezes zarządu |

Główna Komisja Rewizyjna ZOSP RP
| dystynkcja    |                            |                                       |                                   |
| nazwa stopnia | członek komisji rewizyjnej | wiceprzewodniczący komisji rewizyjnej | przewodniczący komisji rewizyjnej |

Główny Sąd Honorowy ZOSP RP
| dystynkcja    |                         |                                    |                                |
| nazwa stopnia | członek sądu honorowego | wiceprzewodniczący sądu honorowego | przewodniczący sądu honorowego |

pozostałe funkcje ZOSP RP
| dystynkcja    |                 |
| nazwa stopnia | kapelan krajowy |